# Najma Heptulla

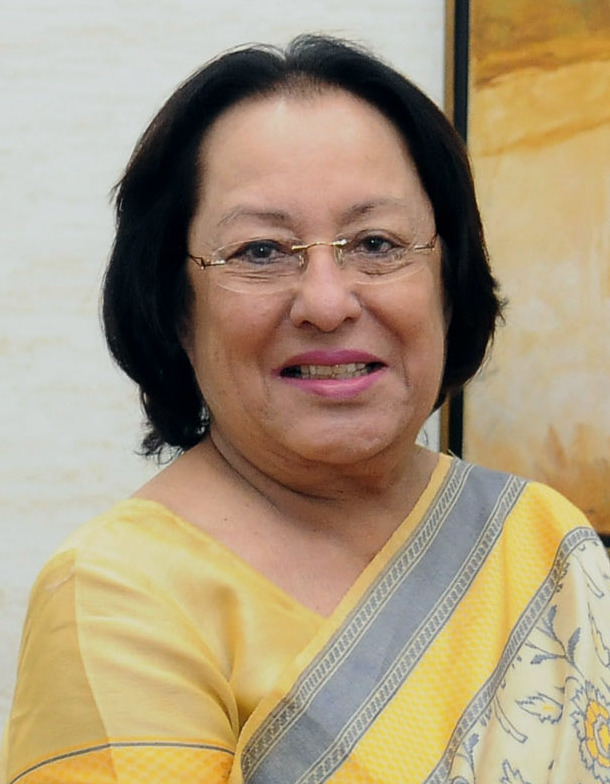
Najma Heptulla (2017)

Najma Heptulla (Hindi: नजमा हेपतुल्ला, Urdu: نجمہ ہیپت الل; auch Heptullah; * 13. April 1940 in Bhopal) ist eine indische Politikerin. Sie war bis 2004 Mitglied der Kongresspartei und trat dann zur Bharatiya Janata Party (BJP) über. Von Mai 2014 bis Juli 2016 war sie Ministerin für Minderheitenangelegenheiten im Kabinett Modi I. Seit August 2016 ist sie Gouverneurin des Bundesstaates Manipur.

## Leben
Najma Heptulla wurde am 13. April 1940 in Bhopal, heute Hauptstadt des Bundesstaates Madhya Pradesh in Zentralindien, geboren. Sie stammt aus einer muslimischen Familie. Sie ist eine Großnichte des indischen Freiheitskämpfers Abul Kalam Azad. Heptulla besitzt einen Master of Science in Zoologie und promovierte in Herzanatomie an der University of Colorado in Denver. Sie ist verheiratet und hat drei Töchter.
Heptulla begann ihre politische Karriere in der Kongresspartei. Sie war deren Generalsekretärin im Jahr 1986 sowie mit den Jugend-Aktivitäten des All India Congress Committee und der NSUI betraut. 1980 wurde Heptulla erstmals in die Rajya Sabha, das Oberhaus des indischen Parlaments gewählt. Bis 2010 wurde sie viermal wiedergewählt. Sie vertrat zunächst den Bundesstaat Maharashtra, ab 2004 dann Rajasthan. Heptulla war mehrmals stellvertretende Vorsitzende der Rajya Sabha. Von 1999 bis 2002 war sie als erste Frau Vorsitzende der Interparlamentarischen Union. Sie sprach am 7. September 1999 anlässlich des 50. Jahrestages der ersten Sitzung des Deutschen Bundestages als erste Gastrednerin vor dem Deutschen Bundestag.
2004 trat Najma Heptulla zur Bharatiya Janata Party über. Als eines der wenigen muslimischen Parteimitglieder in der hindunationalistischen BJP stieg sie bald zum muslimischen Gesicht der BJP auf. 2007 war Heptulla Kandidatin der BJP für das Amt des Vizepräsidenten, unterlag aber gegen den Kongress-Kandidaten Mohammad Hamid Ansari. Nachdem sie 2010 aus der Rajya Sabha ausgeschieden war, wurde Heptulla 2012 wieder als Vertreterin Madhya Pradeshs in die Rajya Sabha gewählt.
Nach dem Wahlsieg der BJP bei der Parlamentswahl 2014 wurde Najma Heptulla als Ministerin für Minderheitenangelegenheiten in das Kabinett Narendra Modis berufen. Bereits an ihrem ersten Tag im Amt signalisierte sie, mit der Politik ihrer Vorgänger im Amt zu brechen, indem sie äußerte, das Ministerium für Minderheitenangelegenheiten sei „nicht das Ministerium für muslimische Angelegenheiten“; im Gegensatz zu den Parsen würden sich die Muslime nicht als Minderheit qualifizieren.
Am 12. Juli 2016 trat Najma Heptulla von ihrem Ministerposten zurück. Sie gab „persönliche Gründe“ als Motivation für ihren Rücktritt an. Nach ihrem Ausscheiden aus der Regierung wurde sie am 17. August 2016 zur Gouverneurin des Bundesstaates Manipur ernannt.